# Kult. Film
Kult. Film – film dokumentalny w reżyserii Olgi Bieniek z 2019 ukazujący niepublikowane materiały z życia i twórczości polskiego zespołu Kult oraz jego lidera Kazika Staszewskiego. Zdjęcia zawierają m.in. sceny koncertów oraz z tras koncertowych, ujęcia artystów w prywatnych sytuacjach oraz obrazują bliskie więzi z fanami zespołu.
Prapremiera filmu miała miejsce w Gdańsku 27 października 2019.